# Аванесов, Аким Карпович
Аким Карпович Аванесов (Ованесов) (1883—1966) — советский армянский художник, иллюстратор и педагог, член Союза художников СССР.

## Биография
Родился 5 сентября 1883 года на Дону, куда переселились его предки из Крыма в XVIII веке.
Детство и юношество Акима прошло в Нахичевани-на-Дону (ныне Ростов-на-Дону). В семь лет поступил в нахичеванскую армянскую духовную семинарию, где проучился четыре года. Затем обучался в городском реальном училище. Здесь учитель рисования обратил внимание на способности молодого человека и посоветовал ему получить художественное образование.
Летом 1900 года Аванесов познакомился со студентом Пензенского художественного училища — Черчоповым, приехавшим на отдых в Нахичевань. За три месяца каникул Чорчопов подготовил Акима для поступления в Пензенское училище. Поступив в него и окончив в 1906 году, Аванесов, будучи уже женат, вернулся на родину и стал преподавать рисование в двух церковно-приходских школах Нахичевани. Подрабатывал, давая частные уроки и написанием икон в мастерской художника Черепахина. Через три года он начал преподавать в женской Гогоевской гимназии и на вечерних занятиях Ростовского художественного училища.
В 1917 году Аванесов создал полотно «Мать», написанное под впечатлением трагедии в истории армянского народа, которое Мартирос Сарьян считал его лучшим произведением Аванесова. Ранее художник написал картину «Из века в век», также посвященное геноциду армян, которая в 2015 году реставрировалась в Ереване.
В годы Гражданской войны Аванесов работал в качестве графика в «Дон-Росте». В 1921 году, когда в бывшем доме фабриканта Искидарова было открыто художественное училище им. Врубеля, Аванесов в ней преподавал, но короткое время. С 1922 года он работал в Государственном книжном издательстве иллюстратором. Затем в этом же качестве художник работал в других издательствах Ростова-на-Дону. Также он был автором агитационных плакатов и портретов для крупноформатной печати.
В 1930 году вошёл в созданный в городе художественный союз «Азчерхудожник». В 1938 году стал первым председателем Ростовского отделения Союза советских художников. Преподавал в студии городского Дворца пионеров. Писал также и в годы Великой Отечественной войны.
Умер в 1966 году. Был похоронен на Армянском кладбище города.
Его работы «Иван-да-Марья» (1910), «Симфония» (1918), «Ростов вечером» (1937) и «Казачки Дона» (1945) хранятся в Ростовском областном музее изобразительных искусств.